# Desafio Internacional das Estrelas de 2008
O Desafio Internacional das Estrelas 2008 foi a 4ª edição do Desafio Internacional das Estrelas, prova de kart que reuni astros do automobilismo mundial.
O evento foi realizado nos dias 24 e 25 de novembro no Kartódromo dos Ingleses, em Florianópolis (SC).

## Treinos

### Primeiro treino livre
| Pos | Nº | Piloto                 | Tempo  |
| --- | -- | ---------------------- | ------ |
| 1   | 11 | Rubens Barrichello     | 42s595 |
| 2   | 21 | Thiago Camilo          | 42s597 |
| 3   | 1  | Michael Schumacher     | 42s811 |
| 4   | 19 | Felipe Massa           | 42s823 |
| 5   | 15 | Felipe Giaffone        | 42s892 |
| 6   | 20 | Vitantonio Liuzzi      | 42s952 |
| 7   | 18 | Lucas Di Grassi        | 43s016 |
| 8   | 9  | Xandinho Negrão        | 43s120 |
| 9   | 80 | Marcos Gomes           | 43s278 |
| 10  | 74 | Popó Bueno             | 43s309 |
| 11  | 25 | Luca Badoer            | 43s708 |
| 12  | 27 | Vitor Meira            | 43s764 |
| 13  | 14 | Luciano Burti          | 43s769 |
| 14  | 77 | Tarso Marques          | 43s772 |
| 15  | 2  | Antonio Pizzonia       | 43s795 |
| 16  | 6  | Tony Kanaan            | 43s873 |
| 17  | 2  | Mario Moraes           | 44s046 |
| 18  | 24 | Jeff Gordon            | 44s213 |
| 19  | 99 | Roberto Pupo Moreno    | 44s339 |
| 20  | 65 | Max Wilson             | 44s357 |
| 21  | 16 | Allam Khodair          | 44s376 |
| 22  | 17 | João Paulo de Oliveira | 44s424 |
| 23  | 42 | Ricardo Zonta          | 44s505 |
| 24  | 90 | Ricardo Mauricio       | 44s705 |
| 25  | 8  | Luis Tedesco           | 45s936 |

### Segundo treino livre
| Pos | Nº | Piloto                 | Tempo  |
| --- | -- | ---------------------- | ------ |
| 1   | 18 | Lucas Di Grassi        | 41s793 |
| 2   | 11 | Rubens Barrichello     | 41s803 |
| 3   | 1  | Michael Schumacher     | 41s816 |
| 4   | 21 | Thiago Camilo          | 41s828 |
| 5   | 20 | Vitantonio Liuzzi      | 41s907 |
| 6   | 9  | Xandinho Negrão        | 42s026 |
| 7   | 19 | Felipe Massa           | 42s088 |
| 8   | 15 | Felipe Giaffone        | 42s114 |
| 9   | 25 | Luca Badoer            | 42s270 |
| 10  | 80 | Max Wilson             | 42s290 |
| 11  | 80 | Marcos Gomes           | 42s312 |
| 12  | 27 | Vitor Meira            | 42s338 |
| 13  | 3  | Antonio Pizzonia       | 42s493 |
| 14  | 16 | Allam Khodair          | 42s508 |
| 15  | 77 | Tarso Marques          | 42s532 |
| 16  | 74 | Popó Bueno             | 42s546 |
| 17  | 16 | Luciano Burti          | 42s621 |
| 18  | 17 | João Paulo de Oliveira | 42s642 |
| 19  | 6  | Tony Kanaan            | 42s693 |
| 20  | 42 | Ricardo Zonta          | 42s742 |
| 21  | 2  | Mario Moraes           | 42s857 |
| 22  | 90 | Ricardo Mauricio       | 43s162 |
| 23  | 4  | Alex Barros            | 43s272 |
| 24  | 24 | Jeff Gordon            | 43s298 |
| 25  | 99 | Roberto Pupo Moreno    | 43s344 |
| 26  | 8  | Luis Tedesco           | 45s337 |

### Treino classificatório
| Pos                                   | Piloto              | Tempo  |
| ------------------------------------- | ------------------- | ------ |
| 1                                     | Lucas Di Grassi     | 42s592 |
| 2                                     | Vitantonio Liuzzi   | 42s707 |
| 3                                     | Rubens Barrichello  | 42s809 |
| 4                                     | Michael Schumacher  | 43s222 |
| 5                                     | Thiago Camilo       | 43s342 |
| 6                                     | Antonio Pizzonia    | 45s090 |
| 7                                     | Allam Khodair       | 45s162 |
| 8                                     | Ricardo Zonta       | 45s535 |
| 9                                     | Max Wilson          | 46s290 |
| 10                                    | Marcos Gomes        | 46s942 |
| Eliminados na primeira fase do treino |                     |        |
| 11                                    | Luciano Burti       | 41s978 |
| 12                                    | Felipe Massa        | 42s010 |
| 13                                    | Felipe Giaffone     | 42s276 |
| 14                                    | Xandinho Negrão     | 42s377 |
| 15                                    | João Paulo Oliveira | 42s425 |
| 16                                    | Popó Bueno          | 42s482 |
| 17                                    | Vitor Meira         | 42s518 |
| 18                                    | Alex Barros         | 42s552 |
| 19                                    | Luca Badoer         | 42s555 |
| 20                                    | Tony Kanaan         | 42s618 |
| 21                                    | Tarso Marques       | 42s637 |
| 22                                    | Ricardo Mauricio    | 42s748 |
| 23                                    | Mario Moraes        | 42s775 |
| 24                                    | Roberto Pupo Moreno | 43s055 |
| 25                                    | Jeff Gordon         | 43s148 |
| 26                                    | Luis Tedesco        | 44s348 |

## Resultados

### 1ª bateria
| Pos | Piloto              | Tempo       |
| --- | ------------------- | ----------- |
| 1   | Rubens Barrichello  | 24min25s119 |
| 2   | Lucas Di Grassi     | + 1s211     |
| 3   | Thiago Camilo       | + 5s722     |
| 4   | Michael Schumacher  | + 15s332    |
| 5   | Felipe Massa        | + 20s996    |
| 6   | Allam Khodair       | + 23s177    |
| 7   | Felipe Giaffone     | + 23s522    |
| 8   | Xandinho Negrão     | + 28s826    |
| 9   | Ricardo Zonta       | + 40s205    |
| 10  | Max Wilson          | + 51s060    |
| 11  | Tony Kanaan         | + 1 volta   |
| 12  | Luciano Burti       | + 1 volta   |
| 13  | Alex Barros         | + 1 volta   |
| 14  | Pupo Moreno         | + 1 voltas  |
| 15  | João Paulo Oliveira | + 2 voltas  |
| 16  | Popó Bueno          | + 2 voltas  |
| 17  | Luis Tedesco        | + 3 voltas  |
| 18  | Marcos Gomes        | + 7 voltas  |
| 19  | Vitor Meira         | + 8 voltas  |
| 20  | Luca Badoer         | + 8 voltas  |
| 21  | Vitantonio Liuzzi   | + 10 voltas |
| 22  | Jeff Gordon         | + 10 voltas |
| 23  | Antonio Pizzonia    | + 12 voltas |
| 24  | Tarso Marques       | + 13 voltas |
| 25  | Ricardo Mauricio    | + 17 voltas |
| 26  | Mario Moraes        | + 33 voltas |

- Volta mais rápida: Michael Schumacher, 41s537 na volta 17.[5]

### 2ª bateria
| Pos | Piloto              | Tempo       |
| --- | ------------------- | ----------- |
| 1   | Felipe Massa        | 26m10s694   |
| 2   | Felipe Giaffone     | + 0.179     |
| 3   | Lucas Di Grassi     | + 1.041     |
| 4   | Xandinho Negrão     | + 2.219     |
| 5   | Rubens Barrichello  | + 5.262     |
| 6   | Max Wilson          | + 11.056    |
| 7   | João Paulo Oliveira | + 12.487    |
| 8   | Xandinho Negrão     | + 29.114    |
| 9   | Tarso Marques       | + 35.596    |
| 10  | Popó Bueno          | + 37.251    |
| 11  | Mario Moraes        | + 1 volta   |
| 12  | Vitor Meira         | + 1 volta   |
| 13  | Pupo Moreno         | + 1 volta   |
| 14  | Thiago Camilo       | + 2 voltas  |
| 15  | Ricardo Zonta       | + 2 voltas  |
| 16  | Marcos Gomes        | + 3 voltas  |
| 17  | Luis Tedesco        | + 4 voltas  |
| 18  | Luciano Burti       | + 4 voltas  |
| 19  | Tonny Kanaan        | + 9 voltas  |
| 20  | Alex Barros         | + 13 voltas |
| 21  | Allam Khodair       | + 18 voltas |
| 22  | Jeff Gordon         | + 20 voltas |
| 23  | Michael Schumacher  | + 20 voltas |
| 24  | Ricardo Mauricio    | + 29 voltas |
| 25  | Luca Badoer         | + 31 voltas |

- Nota: Vitantonio Liuzzi não disputou a segunda prova[6][7]
- Volta mais rápida: Rubens Barrichello, 41.650s na volta 33.

### Resultado final
| Pos | Piloto              | Pontos |
| --- | ------------------- | ------ |
| 1   | Rubens Barrichello  | 36     |
| 2   | Lucas Di Grassi     | 35     |
| 3   | Felipe Massa        | 31     |
| 4   | Felipe Giaffone     | 26     |
| 5   | Xandinho Negrão     | 21     |
| 6   | Thiago Camilo       | 18     |
| 7   | Max Wilson          | 16     |
| 8   | Michael Schumacher  | 13     |
| 9   | Allam Khodair       | 10     |
| 10  | Antonio Pizzonia    | 9      |
| 11  | João Paulo Oliveira | 9      |
| 12  | Ricardo Zonta       | 8      |
| 13  | Tarso Marques       | 7      |
| 14  | Popó Bueno          | 6      |
| 15  | Tony Kanaan         | 5      |
| 16  | Mario Moraes        | 5      |
| 17  | Pupo Moreno         | 5      |
| 18  | Luciano Burti       | 4      |
| 19  | Vitor Meira         | 4      |
| 20  | Alex Barros         | 3      |